# Valea Verde
Valea Verde – wieś w Rumunii, w okręgu Alba, w gminie Sohodol. W 2011 roku liczyła 12 mieszkańców.